# 杈肢华南溪蟹
杈肢华南溪蟹（学名：Huananpotamon ramipodum）为溪蟹科华南溪蟹属的动物。在中国大陆，分布于福建等地，多见于海拔500 米左右的沟渠岸旁、水草丛中或碎石块下。